# 杭州评话

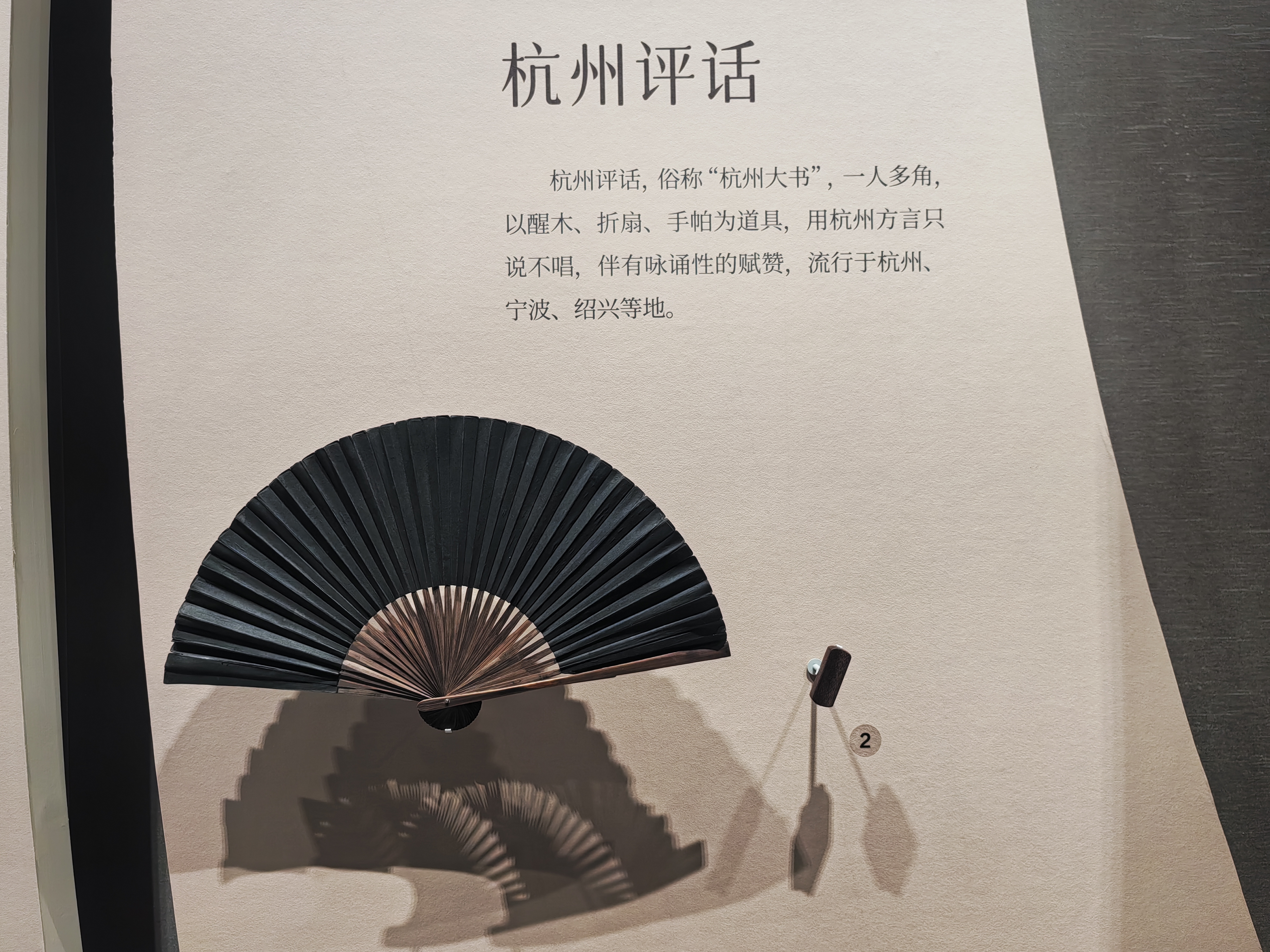
杭州评话所用摺扇、醒木，浙江省非物质文化遗产馆藏

杭州评话，俗称“大书”，是起源于南宋的曲艺艺术，为江南评话的一支。在清末民初时达于鼎盛。抗战时期，杭州评话开始衰落:59。
早期的水浒，在杭州是以评话的形式流传的:3。
1839年杭州评话艺人首个行会组织杭州评话社成立，后改称杭州评话温古社，社员达百余人。新中国成立后杭州成立曲艺团，评话温古社并入:60。1987年10年，杭州评话研究会成立。2008年6月，杭州评话被列入第二批国家级非物质文化遗产名录。